# اتفاقی که در بالی افتاد
اتفاقی که در بالی افتاد (انگلیسی: Something Happened in Bali; کره‌ای: 발리에서 생긴 일) یک مجموعهٔ تلویزیونی کره جنوبی سال ۲۰۰۴ با بازی ها جی‌وون، جو این سونگ و سو جی سوب است. این مجموعه از ۳ ژانویه تا ۷ مارس ۲۰۰۴، روزهای شنبه و یکشنبه ساعت ۲۱:۵۵ (کی‌اس‌تی) از اس‌بی‌اس برای ۲۰ قسمت پخش شد.

## بازیگران

### اصلی
- ها جی‌وون در نقش لی سو جونگ
- جو این سونگ در نقش جونگ جه مین[۱]
- سو جی سوب در نقش کانگ این ووک[۲]